# Жангалов, Досбол Баянович
Досбол Баянович Жангалов (каз. Досбол Баянұлы Жанғалов, 22 января 1955, с. Рузаевка, Кокчетавская область, КазССР) — советский и казахстанский государственный деятель.

## Биография
Жангалов Досбол Баянович родился 22 января 1955 года в селе Рузаевка Кокчетавской области.

### Образование
В 1975 году окончил политехнический институт.
В 1977 году окончил Алма-Атинский энергетический институт по специальности инженер-электрик.

### Трудовая деятельность
Трудовую деятельность начал в 1977 году на Зерендинском хлебоприёмном предприятии, где работал стажёром, а затем главным инженером (1977–1979).
В 1979–1990 годах — директор Зерендинского районного межхозяйственного предприятия «Сельхозэнерго», позднее — президент районного арендного предприятия «Агросервис» (1990–1991).
В 1991 году избран первым секретарём Зерендинского райкома КПСС, в том же году стал председателем Зерендинского райисполкома.
В 1992–1996 годах — глава администрации и аким Зерендинского района.
С 1996 по 1997 год занимал пост акима Кокшетауской области. После административно-территориальной реформы был назначен первым заместителем акима Северо-Казахстанской области (г. Петропавловск, 1997–1998).
В 1998–2002 годах — аким Сергеевского района (ныне район Шал акына).
С 2002 года — президент акционерного общества «Зерендi-Групп» (село Зеренда).

## Семья
Отец — Жангалов Баян (1914 г.р.), Герой Социалистического Труда (1971), участник Великой Отечественной войны, в разные годы работал председателем Рузаевский райисполком и первым секретарем Айртауского, Чистопольского, Зерендинского райкомы партии Кокчетавской области.
Женат, имеет сына и дочь.